# Мунтян Михайло Іванович
Михайло Іванович Мунтян (15 серпня 1943 р., Крива, Румунське королівство), — радянський і молдовський оперний співак (тенор). Народний артист СРСР (1986).

## Біографія
Народний депутат СССР (1989—1991).

## Родина
Одружений, має доньку й сина.